# Corydoras
Corydoras är ett släkte fiskar i familjen pansarmalar som förekommer i Syd- och Centralamerika. Familjen omfattar sammanlagt strax under 200 arter fördelade över 9 släkten, och släktet Corydoras är med sina drygt 150 arter det i särklass största av dem. Ett stort antal av arterna hålls dessutom som akvariefiskar.

## Lista över arter i släktetCorydoras
Denna lista visar i alfabetisk ordning de hittills kända arterna i släktet Corydoras efter deras vetenskapliga namn, följt av artens auktor, årtal och (då det finns) artens svenska trivialnamn. Observera att några av arterna delar samma trivialnamn.
- Corydoras acrensis Nijssen, 1972
- Corydoras acutus Cope, 1872
- Corydoras adolfoi Burgess, 1982
- Corydoras aeneus (Gill, 1858) – Metallpansarmal
- Corydoras agassizii Steindachner, 1876
- Corydoras albolineatus Knaack, 2004
- Corydoras amandajanea Sands, 1995
- Corydoras amapaensis Nijssen, 1972
- Corydoras ambiacus Cope, 1872
- Corydoras amphibelus Cope, 1872
- Corydoras approuaguensis Nijssen & Isbrücker, 1983
- Corydoras araguaiaensis Sands, 1990
- Corydoras arcuatus Elwin, 1938 – Skunkpansarmal, bågfenspansarmal
- Corydoras areio Knaack, 2000
- Corydoras armatus (Günther, 1868)
- Corydoras atropersonatus Weitzman & Nijssen, 1970
- Corydoras aurofrenatus Eigenmann & Kennedy, 1903
- Corydoras axelrodi Rössel, 1962
- Corydoras baderi Geisler, 1969
- Corydoras bicolor Nijssen & Isbrücker, 1967
- Corydoras bifasciatus Nijssen, 1972
- Corydoras bilineatus Knaack, 2002
- Corydoras blochi Nijssen, 1971
- Corydoras boehlkei Nijssen & Isbrücker, 1982
- Corydoras boesemani Nijssen & Isbrücker, 1967
- Corydoras bondi Gosline, 1940
- Corydoras breei Isbrücker & Nijssen, 1992
- Corydoras brevirostris Fraser-Brunner, 1947
- Corydoras burgessi Axelrod, 1987
- Corydoras carlae Nijssen & Isbrücker, 1983
- Corydoras caudimaculatus Rössel, 1961 –  Stjärtfläckspansarmal
- Corydoras cervinus Rössel, 1962
- Corydoras cochui Myers & Weitzman, 1954
- Corydoras concolor Weitzman, 1961 – Enfärgad pansarmal
- Corydoras condiscipulus Nijssen & Isbrücker, 1980
- Corydoras copei Nijssen & Isbrücker, 1986
- Corydoras coppenamensis Nijssen, 1970
- Corydoras coriatae Burgess, 1997
- Corydoras crimmeni Grant, 1997
- Corydoras cruziensis Knaack, 2002
- Corydoras crypticus Sands, 1995
- Corydoras davidsandsi Black, 1987 – Sands pansarmal
- Corydoras delphax Nijssen & Isbrücker, 1983 – Falsk pansarmal
- Corydoras difluviatilis Britto & Castro, 2002
- Corydoras diphyes Axenrot & Kullander, 2003
- Corydoras duplicareus Sands, 1995 – Kopparfläckspansarmal
- Corydoras ehrhardti Steindachner, 1910
- Corydoras elegans Steindachner, 1876 – Elegant-pansarmal
- Corydoras ellisae Gosline, 1940 – Långnosad pansarmal
- Corydoras ephippifer Nijssen, 1972
- Corydoras eques Steindachner, 1876
- Corydoras esperanzae Castro, 1987
- Corydoras evelynae Rössel, 1963
- Corydoras filamentosus Nijssen & Isbrücker, 1983
- Corydoras flaveolus Ihering, 1911
- Corydoras fowleri Böhlke, 1950
- Corydoras garbei Ihering, 1911
- Corydoras geoffroy Lacépède, 1803
- Corydoras geryi Nijssen & Isbrücker, 1983
- Corydoras gladysae Calviño & Alonso, 2010
- Corydoras gomezi Castro, 1986
- Corydoras gossei Nijssen, 1972
- Corydoras gracilis Nijssen & Isbrücker, 1976
- Corydoras griseus Holly, 1940
- Corydoras guapore Knaack, 1961
- Corydoras guianensis Nijssen, 1970
- Corydoras habrosus Weitzman, 1960 – Salt- och peppar-pansarmal
- Corydoras haraldschultzi Knaack, 1962 – Harald Schultz's pansarmal, mosaik-corydoras
- Corydoras hastatus Eigenmann & Eigenmann, 1888 – Dvärgpansarmal
- Corydoras heteromorphus Nijssen, 1970
- Corydoras imitator Nijssen & Isbrücker, 1983 – Imitator-pansarmal
- Corydoras incolicana Burgess, 1993
- Corydoras isbrueckeri Knaack, 2004
- Corydoras julii Steindachner, 1906 – Leopardpansarmal
- Corydoras kanei Grant, 1998
- Corydoras lacerdai Hieronimus, 1995
- Corydoras lamberti Nijssen & Isbrücker, 1986
- Corydoras latus Pearson, 1924
- Corydoras leopardus Myers, 1933 – Leopardpansarmal
- Corydoras leucomelas Eigenmann & Allen, 1942 – Falsk prickig pansarmal, svartfenspansarmal
- Corydoras longipinnis Knaack, 2007
- Corydoras loretoensis Nijssen & Isbrücker, 1986
- Corydoras loxozonus Nijssen & Isbrücker, 1983 – Deckers pansarmal
- Corydoras maculifer Nijssen & Isbrücker, 1971
- Corydoras mamore Knaack, 2002
- Corydoras melanistius Regan, 1912 – Kilfläckspansarmal
- Corydoras melanotaenia Regan, 1912 – Gulgrön pansarmal
- Corydoras melini Lönnberg & Rendahl, 1930 – Melins pansarmal
- Corydoras metae Eigenmann, 1914 – Banditpansarmal
- Corydoras micracanthus Regan, 1912
- Corydoras microcephalus Regan, 1912
- Corydoras multimaculatus Steindachner, 1907
- Corydoras nanus Nijssen & Isbrücker, 1967
- Corydoras napoensis Nijssen & Isbrücker, 1986
- Corydoras narcissus Nijssen & Isbrücker, 1980
- Corydoras nattereri Steindachner, 1876 – Blå pansarmal
- Corydoras negro Knaack, 2004
- Corydoras nijsseni Sands, 1989
- Corydoras noelkempffi Knaack, 2004
- Corydoras oiapoquensis Nijssen, 1972 – Flaggstjärtspansarmal, Cumuru-pansarmal
- Corydoras ornatus Nijssen & Isbrücker, 1976
- Corydoras orphnopterus Weitzman & Nijssen, 1970
- Corydoras ortegai Britto, Lima & Hidalgo, 2007
- Corydoras osteocarus Böhlke, 1951
- Corydoras ourastigma Nijssen, 1972
- Corydoras oxyrhynchus Nijssen & Isbrücker, 1967
- Corydoras paleatus (Jenyns, 1842) –Pygmépansarmal
- Corydoras panda Nijssen & Isbrücker, 1971 – Panda-pansarmal
- Corydoras pantanalensis Knaack, 2001
- Corydoras paragua Knaack, 2004
- Corydoras parallelus Burgess, 1993
- Corydoras pastazensis Weitzman, 1963
- Corydoras paucerna Knaack, 2004
- Corydoras petracinii Calviño & Alonso, 2010
- Corydoras pinheiroi Dinkelmeyer, 1995
- Corydoras polystictus Regan, 1912
- Corydoras potaroensis Myers, 1927
- Corydoras pulcher Isbrücker & Nijssen, 1973
- Corydoras punctatus (Bloch, 1794)
- Corydoras pygmaeus Knaack, 1966 – Pygmépansarmal
- Corydoras rabauti La Monte, 1941 – Rostpansarmal
- Corydoras reticulatus Fraser-Brunner, 1938 – Nätpansarmal
- Corydoras reynoldsi Myers & Weitzman, 1960
- Corydoras robineae Burgess, 1983 – Flaggstjärtspansarmal
- Corydoras robustus Nijssen & Isbrücker, 1980
- Corydoras sanchesi Nijssen & Isbrücker, 1967
- Corydoras saramaccensis Nijssen, 1970
- Corydoras sarareensis Dinkelmeyer, 1995
- Corydoras schwartzi Rössel, 1963 – Mrs. Schwartz's pansarmal
- Corydoras semiaquilus Weitzman, 1964
- Corydoras septentrionalis Gosline, 1940
- Corydoras serratus Sands, 1995
- Corydoras seussi Dinkelmeyer, 1996
- Corydoras similis Hieronimus, 1991 – Falsk flaggstjärtspansarmal
- Corydoras simulatus Weitzman & Nijssen, 1970 – Maskeradcorydoras, falsk banditpansarmal
- Corydoras sipaliwini Hoedeman, 1965
- Corydoras sodalis Nijssen & Isbrücker, 1986 – Rundhuvad pansarmal
- Corydoras solox Nijssen & Isbrücker, 1983
- Corydoras spectabilis Knaack, 1999
- Corydoras spilurus Norman, 1926
- Corydoras steindachneri Isbrücker & Nijssen, 1973
- Corydoras stenocephalus Eigenmann & Allen, 1942
- Corydoras sterbai Knaack, 1962 – Sterbas pansarmal
- Corydoras surinamensis Nijssen, 1970
- Corydoras sychri Weitzman, 1960
- Corydoras treitlii Steindachner, 1906 – Gristrynspansarmal
- Corydoras trilineatus Cope, 1872 – Trebandspansarmal
- Corydoras tukano Britto & Lima, 2003
- Corydoras undulatus Regan, 1912 – Vågpansarmal
- Corydoras urucu Britto, Wosiacki & Montag, 2009
- Corydoras virginiae Burgess, 1993 – Miguelito-pansarmal
- Corydoras vittatus Nijssen, 1971
- Corydoras weitzmani Nijssen, 1971 – Tvåsadelcorydoras
- Corydoras xinguensis Nijssen, 1972
- Corydoras zygatus Eigenmann & Allen, 1942 – Svartbandad pansarmal